# 김현태 (축구 선수)
김현태(한국 한자: 金炫兌, 1994년 11월 14일 ~ )는 대한민국의 축구선수이다. 현재 안산 그리너스 소속이다.